# Міністерство фінансів Швеції
Міністерство фінансів Швеції (швед. Finansdepartementet) — установа Швеції, що відповідальна за питання пов'язані з економічною політикою, бюджетом центрального уряду, за податки, банківські справи, безпеки і страхування, за міжнародну економічну працю центральних, регіональних та місцевих органів влади.
Міністерство має штат з 490 осіб, з яких лише 20 є політичними призначенцями. Політичне керівництво складається з двох міністрів: міністр фінансів — нині Андерс Борг, і міністр фінансів самоврядувань та з питань фінансових ринків — нині Пітер Норман.

## Агентства
- Шведський національний інститут економічних досліджень
- Економічна рада Швеції
- Шведське національне управління фінансами
- Департамент з бюджетних питань
- Шведський національний податковий департамент (фіскальний орган)
- Шведська митна служба (фіскальний орган)
- Шведська національна рада з стандартів бухгалтерського обліку
- Шведський фінансовий нагляд
- Шведський національний фонд пенсійного страхування
- Шведська національна рада з житлового питання, будівництва і планування
- Статистичне управління Швеції
- Шведська національна рада з нерухомості